# Ayuntamiento de Burgos

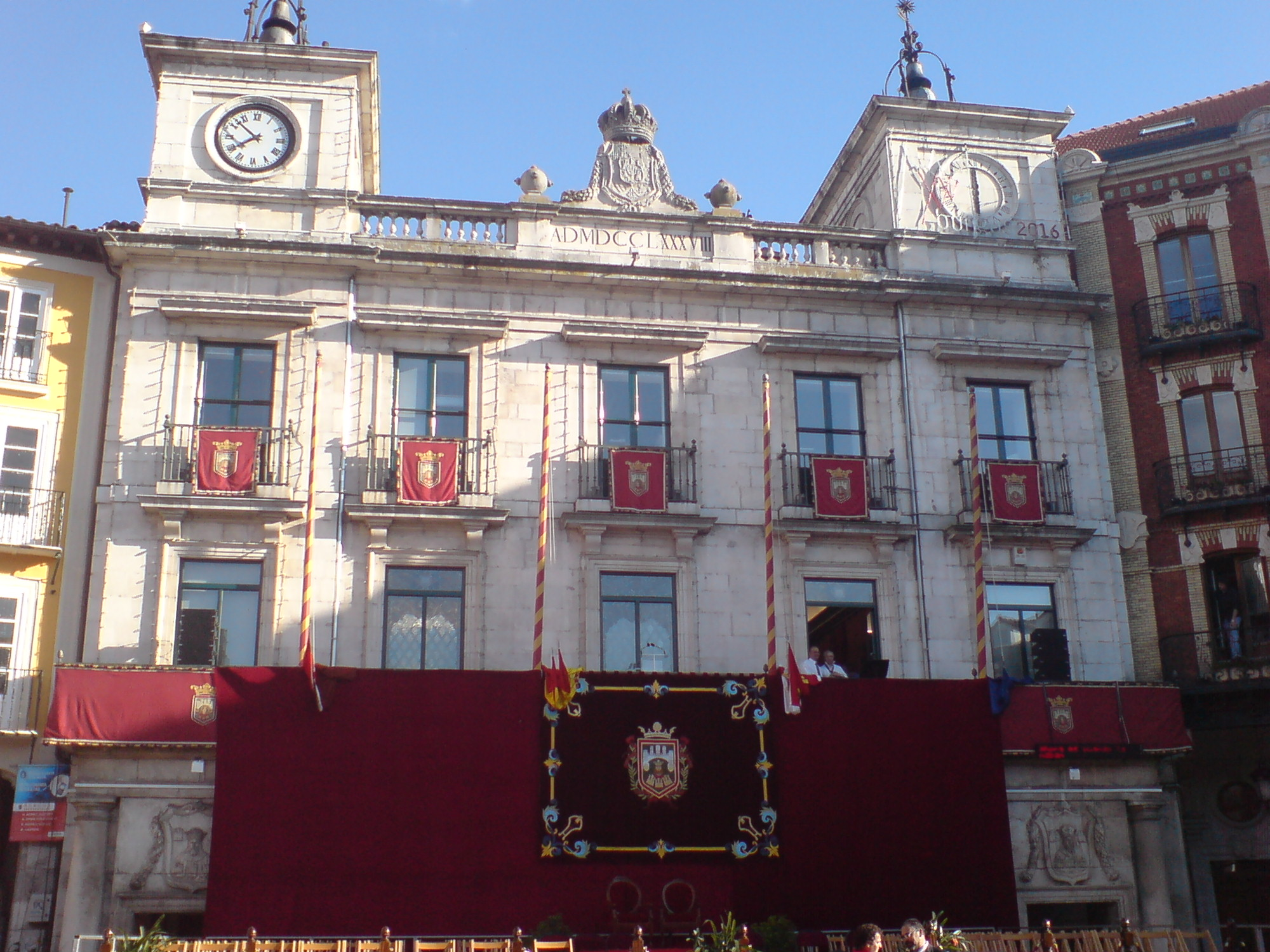
Fachada del Ayuntamiento, durante la celebración de los Sampedros. Plaza Mayor

El Ayuntamiento de Burgos es la institución que se encarga del gobierno de la ciudad y el municipio de Burgos, capital de la provincia de Burgos, comunidad autónoma de Castilla y León, España.
Desde 1979 el pleno del Ayuntamiento es elegido democráticamente por sufragio universal. El consistorio está presidido por el alcalde de Burgos.

## Alcaldes
| Periodo   | Nombre                                                       | Partido                                  |
| --------- | ------------------------------------------------------------ | ---------------------------------------- |
| 1979-1983 | José María Peña San Martín                                   | Unión de Centro Democrático (UCD)        |
| 1983-1987 | José María Peña San Martín                                   | Coalición Popular (CP)                   |
| 1987-1991 | José María Peña San Martín                                   | Solución Independiente                   |
| 1991-1995 | José María Peña San Martín (hasta 1992) Valentín Niño Aragón | Partido Popular (PP)                     |
| 1995-1999 | Valentín Niño Aragón                                         | Partido Popular (PP)                     |
| 1999-2003 | Ángel Olivares Ramírez                                       | Partido Socialista Obrero Español (PSOE) |
| 2003-2007 | Juan Carlos Aparicio Pérez                                   | Partido Popular (PP)                     |
| 2007-2011 | Juan Carlos Aparicio Pérez                                   | Partido Popular (PP)                     |
| 2011-2015 | Francisco Javier Lacalle Lacalle                             | Partido Popular (PP)                     |
| 2015-2019 | Francisco Javier Lacalle Lacalle                             | Partido Popular (PP)                     |
| 2019-2023 | Daniel de la Rosa Villahoz                                   | Partido Socialista Obrero Español (PSOE) |
| 2023-act. | Cristina Ayala                                               | Partido Popular (PP)                     |

## Equipos de gobierno

### 2011-2015
| Nombre | Cargo |
| --- | --- |
| Javier Lacalle Lacalle 41 años. Abogado                                                                                 | Alcalde |
| César Rico Rico 52 años. Funcionario                                                                                    | (Sin funciones. Presidente de la Diputación Provincial) |
| Ángel Ibáñez Hernando 36 años. Químico                                                                                  | Vicealcalde. Portavoz. Área de Fomento. Concejal de Urbanismo y Fomento. Concejal de Vías y Tráfico (Desde febrero de 2013). |
| Gema Conde Martínez (hasta 2011) 36 años. Licenciada en Ciencias Políticas.                                             | Concejala de Seguridad Pública y Emergencias, Personal (hasta diciembre de 2011) |
| Carolina Blasco Delgado Doctora en Derecho y profesora titular de la UBU                                                | Área de Personal, Medio Ambiente e Innovación. Concejala de Medio Ambiente, Aguas, Parques y Jardines, Innovación Productiva, y Promoción Industrial. Concejala de Personal (desde diciembre de 2011).                                         |
| Salvador de Foronda Vaquero 52 años. Licenciado en Ciencias Económicas y Empresariales.                                 | Área de Hacienda, Patrimonio y Seguridad Pública. Concejal de Hacienda, Contratación, y Servicios Económicos. Concejal de Seguridad Pública y Emergencias (desde diciembre de 2011). Concejal de Patrimonio Municipal (desde octubre de 2012). |
| Cristino Díez Ruiz 54 años. Artista Plástico.                                                                           | Concejal de Coordinación Territorial y Barrios; Comercio. |
| Fernando Gómez Aguado 50 años. Empresario.                                                                              | Área de Servicios Ciudadanos. Concejal de Cultura y Turismo. |
| María José Abajo Izquierdo 39 años. Licenciada en Ciencias Políticas y de la Administración y Licenciada en Sociología. | Concejala de Participación Ciudadana; Consumo; Voluntariado, y Empleo. Concejala de Juventud (desde octubre de 2012). |
| Ana Lopidana Rubio 56 años. Empresaria.                                                                                 | Concejala de Servicios Sociales, e Inmigración |
| Santiago González Braceras (hasta 2013) 60 años. Industrial.                                                            | Concejal de Vías y Tráfico (hasta febrero de 2013). |
| Bienvenido Nieto Nieto (hasta 15 de enero de 2015†) 68 años. Licenciado en Educación Física                             | Concejal de Relaciones Institucionales, Promoción Deportiva, y Educación |
| Eduardo Villanueva Bayona (hasta 2012) 31 años. Ingeniero de Telecomunicaciones (Colegiado Perito Judicial)             | Concejal de Juventud; Nuevas Tecnologías, Patrimonio, y Modernización Administrativa (hasta octubre de 2012). |
| María Dolores Calleja Hierro 52 años. Licenciada en Derecho                                                             | Concejala de Licencias, y Vivienda. |
| María Soledad Carrillo Sáenz 64 años. Diplomada en Enfermería.                                                          | Concejala de Salud, y Mujer. |
| Esteban Rebollo Galindo 62 años. Funcionario                                                                            | Concejal de Movilidad y Transportes (pasa a ser concejal electo en diciembre de 2011) |
| Diego Gorraiz Vázquez 47 años. Empresario.                                                                              | Concejal de Asuntos internos |
| José Antonio Antón 42 años. Profesor IES López de Mendoza y Veterinario.                                                | Concejal de Festejos (pasa a ser concejal electo en diciembre de 2012). Concejal de Nuevas Tecnologías, y Modernización Administrativa (desde diciembre de 2012)                                                                               |
| María Nieves Sanz (desde 2013)                                                                                          | Concejala de Régimen Interior (desde abril de 2013) |
| Virginia Torres Castilla (desde 2015)                                                                                   | Concejala de Relaciones Institucionales, Promoción Deportiva, y Educación (Pasa a ser concejala en enero de 2015 por fallecimiento de Bienvenido Nieto Nieto)                                                                                  |

Al comienzo del mandato, Esteban Rebollo y José Antonio Antón tenían responsabilidades de gobierno como concejales no electos. Pasaron a ser concejales electos en sustitución de Gema Conde y Eduardo Villanueva respectivamente.

### 2007-2011
| Nombre                               | Cargo |
| ------------------------------------ | --- |
| Juan Carlos Aparicio                 | Alcalde |
| Javier Lacalle Lacalle               | Concejal de Urbanismo y Fomento. Portavoz                                                                          |
| Gema Conde Martínez                  | Concejala de Seguridad Ciudadana y Personal                                                                        |
| Ángel Ibáñez Hernando                | Concejal de Hacienda y Modernización Administrativa                                                                |
| Vicente Orden Vigara                 | (Sin funciones. Presidente de la Diputación Provincial)                                                            |
| María Teresa Temiño                  | Concejala de Promoción Industrial                                                                                  |
| Marisol González (hasta 2009)        | Concejala de Cultura y Festejos (hasta febrero de 2009)                                                            |
| Pilar Martínez Ferrero               | Concejala de Mercados, Comercio y Consumo                                                                          |
| Santiago González Braceras           | Concejal de Servicios y Tráfico                                                                                    |
| Bienvenido Nieto Nieto               | Concejal de Deportes                                                                                               |
| María José Abajo Izquierdo           | Concejala de Servicios Sociales                                                                                    |
| Eduardo Villanueva Bayona            | Concejal de Juventud, Ingeniería y Comunicaciones                                                                  |
| María Dolores Calleja                | Concejala de Licencias, Medio Ambiente y Aguas                                                                     |
| Diego Fernández Malvido              | Concejal de Movilidad y Transportes (hasta febrero de 2009) Concejal de Cultura y Festejos (desde febrero de 2009) |
| María Concepción Girón González      | Concejala de Sanidad, Mujer y Mayores                                                                              |
| Esteban Rebollo Galindo (desde 2009) | Concejal de Movilidad y Transportes (desde febrero de 2009)                                                        |

## Histórico de elecciones

### Restauración (1875-1931)

#### Las elecciones de mayo de 1895
Elecciones de mayo de 1895, ultimada la lista de candidatos que han de luchar en ellas, conforme a la Ley electoral vigente el municipio está dividido en 7 distritos y le correspondía elegir 20 concejales.
| - Primer distrito. - Se vota un concejal y se eligen dos. - Candidatos: - Francisco García-Lozano, fusionista, fracción Acosta. - Amadeo Fournier, republicano. - Miguel Mª de Setién, carlista. | - Segundo distrito. - Se votan dos y se eligen tres. - Candidatos: - Mariano Polo, conservador. - Rafael Palacios, silvelista. - Isidoro Viejo, fusionista, fracción Cuesta. - Bruno Castrillo, republicano. | - Tercer distrito. - Se vota uno y se eligen dos. - Candidatos: - Tomás Medina Urraca, carlista. - Francisco Aparicio Mendoza, republicano. |  |

| - Cuarto distrito. - Se votan dos y se eligen tres. - Candidatos: - Julián de las Heras, conservador. - Celestino Ortigüela, silvelista. - José Miguel Oliván, carlista. - Federico Zamorano, republicano. - Gregorio Rodríguez, republicano. | - Quinto distrito - Se vota uno y se eligen dos. - Candidatos: - Félix Jalón, fusionista, fracción Acosta. - Pedro Montero, fusionista, fracción Cuesta. - Carlos de Echevarrieta, carlista. - Plácido Navas, republicano. | - Sexto distrito - Se votan dos y se eligen tres. - Candidatos: - Antonio Santa Olalla, Conservador. - Eusebio Renuncio Manzanedo, fusionista, fracción Cuesta. - Ignacio González, carlista. - Eluterio Castilla, independiente. - Julio Valcárcel, independiente. |  |

| - Séptimo distrito - Candidatos: - Zoilo Dorao, silvelista. - Juan José Redondo, conservador. |

Elecciones de mayo de 1895, lista del resultado de las votaciones, candidatos elegidos a concejales:
| - Conservadores: . - Elegidos: - Mariano Polo. - Julián de las Heras. - Antonio Santa Olalla. - Juan José Redondo. | - Silvelistas: - Elegidos: - Rafael Palacios. - Celestini Hotigüela. - Zoilo Dorao. | Fusionistas de la fracción Cuesta: - Elegidos: - Isidoro Viejo. - Pedro Montero. - Eusebio Renuncio Manzanedo. |  |

| - Fusionistas de la fracción Acosta: - Elegidos: - Francisco García-Lozano. - Félix Jalón. | - Republicanos: - Elegidos: - Amadeo Fournier. - Bruno Castrillo. - Francisco Aparicio Mendoza. - Federico Zamorano. - Gregorio Rodríguez. - Plácido Navas. | - Independientes: - Elegidos: - Eluterio Castilla. - Julio Valcárcel. |  |

#### Las elecciones de diciembre de 1909
Tras las elecciones del 12 de diciembre de 1909, a primeros de enero de 1910, se constituyó el nuevo Ayuntamiento. El alcalde elegido fue Aurelio Gómez González.
| - Concejales. - Conservadores: - Elegidos: - José María Fernández Cavada y Obanza. - Manuel de la Cuesta y Cobo de la Torre. - Leandro Gómez de Cadiñanos. | - Concejales. - Conservadores: - Elegidos: - J. Mariano González Medrano. - Joaquín Tinao Guilarte. - Pedro Fernández y Fernández. - Ricardo Díaz Hojuelos Conde. | - Concejales. - Conservadores: - Elegidos: - Enrique Zamorano Terrida. - Esteban Villamiel Foncea. - Eduardo Cifrián de la Maza |  |

| - Concejales. - Liberales: - Elegidos: - Domingo Dancausa Madrazo. - Aurelio Gómez González. - Ramón Almuzara y Alonso de la Puente. - Julián Gil Carcedo. - Antonio Álvarez B. Carretero. | - Concejales. - Carlistas: - Elegidos: - José de la Morena Urain. - Ángel Ortega Arnáiz. - Juan José de la Morena Villanueva. - Guillermo Santa María Cardiel. - Pío Almendres Sevilla | - Concejales. - Republicanos: - Elegidos: - Enrique García San José. - Teodoro López Pavón. - Isidro García Terradillos. |  |

| - Concejales. - Independientes: - Elegidos: - Guillermo Arnáiz Vecino. - Francisco Arangüena Irazola. - Juan de la Fuente Sánchez - Secundino Calleja Merino - Jaime Redondo Cadiñanos |

### Segunda República (1931-1936)

#### Las elecciones de abril de 1931
El almirante Aznar convoca elecciones municipales  el 17 de marzo de 1931. Conforme a la Ley electoral de 8 de agosto de 1907 al municipio, dividido en 7 distritos,  le correspondía elegir 30 concejales.

"... en algunos puntos se advirtió desasosiego y nerviosismo que, al parecer, quedaba desvanecido con vivas y mueras de todas las marcas, haciendo suponer que el domingo sería un día pródigo en emociones de muchas clases..."
Diario de Burgos, 12 de abril

Resultaron vencedores los monárquicos con 8.733 votos (17 concejales) frente a los 8.087 obtenidos por la conjunción Republicano-Socialista (13 concejales). Los independientes obtuvieron 663.
Resultados de las elecciones municipales de 1931:
| Estos son los 30 concejales electos para el Ayuntamiento de Burgos | Estos son los 30 concejales electos para el Ayuntamiento de Burgos | Estos son los 30 concejales electos para el Ayuntamiento de Burgos | Estos son los 30 concejales electos para el Ayuntamiento de Burgos | Estos son los 30 concejales electos para el Ayuntamiento de Burgos |
| Votos                                                              | Nombre                                                             | Partido                                                            | Profesión                                                          |                                                                    |
| ------------------------------------------------------------------ | ------------------------------------------------------------------ | ------------------------------------------------------------------ | ------------------------------------------------------------------ | ------------------------------------------------------------------ |
| 603                                                                | Teodoro López Pavón                                                | republicano                                                        | industrial                                                         |                                                                    |
| 567                                                                | José Ramón Echevarrieta Izaguirre                                  | monárquico                                                         | procurador                                                         |                                                                    |
| 564                                                                | Julio Gonzalo Soto                                                 | monárquico                                                         | abogado                                                            |                                                                    |
| 556                                                                | Manuel Santa María Heras                                           | socialista                                                         | tipógrafo                                                          |                                                                    |
| 553                                                                | Domingo del Palacio Álvarez                                        | republicano                                                        | industrial                                                         |                                                                    |
| 533                                                                | Zacarías Conde García                                              | monárquico                                                         | médico                                                             |                                                                    |
| 516                                                                | Luis Díez Pérez                                                    | socialista                                                         | comerciante                                                        |                                                                    |
| 508                                                                | Lorenzo Arcos Barrio                                               | monárquico                                                         |                                                                    |                                                                    |
| 495                                                                | Fidel Domingo Monedero                                             | monárquico                                                         | comerciante                                                        |                                                                    |
| 469                                                                | Juan Luis Calleja Núñez                                            | republicano                                                        | abogado                                                            |                                                                    |
| 467                                                                | Santiago Moreno Martínez                                           | republicano                                                        | industrial                                                         |                                                                    |
| 466                                                                | Manuel de la Cuesta y Cobo de la Torre                             | monárquico                                                         | abogado                                                            |                                                                    |
| 411                                                                | Ángel Díez de las Fuentes                                          | monárquico                                                         | corredor de comercio                                               |                                                                    |
| 432                                                                | Moisés Peralta Miñón                                               | republicano                                                        | industrial                                                         |                                                                    |
| 403                                                                | Bonifacio Izquierdo González                                       | monárquico                                                         | comerciante                                                        |                                                                    |
| 400                                                                | Martín Ávila Vivar                                                 | monárquico                                                         | industrial                                                         |                                                                    |
| 397                                                                | Amadeo Fournier Rojo                                               | republicano                                                        | fabricante                                                         |                                                                    |
| 391                                                                | Florentino Martínez Mata                                           | monárquico                                                         | ingeniero                                                          |                                                                    |
| 388                                                                | José Moliner Vaquero                                               | monárquico                                                         | propietario                                                        |                                                                    |
| 386                                                                | Antonio Villanueva Miegimolle                                      | monárquico                                                         | médico                                                             |                                                                    |
| 384                                                                | Pío Almendres Sevilla                                              | monárquico                                                         | agricultor                                                         |                                                                    |
| 378                                                                | Pedro Rodríguez Álvarez                                            | socialista                                                         | industrial                                                         |                                                                    |
| 373                                                                | Pablo Carcedo García                                               | republicano                                                        | industrial                                                         |                                                                    |
| 356                                                                | Jesús María Ordoño y Vélez de Elorriaga                            | monárquico                                                         | catedrático                                                        |                                                                    |
| 338                                                                | Isaac Martínez Mata                                                | monárquico                                                         | industrial                                                         |                                                                    |
| 337                                                                | Luis García-Lozano y García                                        | republicano                                                        | abogado                                                            |                                                                    |
| 336                                                                | Luis Labín Besuita                                                 | socialista                                                         | empleado                                                           |                                                                    |
| 328                                                                | Higinio Sáiz de la Puente                                          | monárquico                                                         | industrial                                                         |                                                                    |
| 86                                                                 | Francisco Javier Plaza                                             | monárquico                                                         |                                                                    |                                                                    |

Aunque ni fue el candidato más votado ni tampoco la conjunción Republicano-Socialista tuvo mayoría, Manuel Santa María Heras, concejal y secretario provincial del partido socialista, fue nombrado alcalde.

### Dictadura franquista (1936-1975)

#### Año 1940
El 27 de mayo de 1940 el gobernador civil, José Ángel Imaz, cesó el ayuntamiento, nombrando alcalde a  Florentino Martínez Mata, asistido por catorce concejales más, todos ellos de Falange.

#### Año 1941

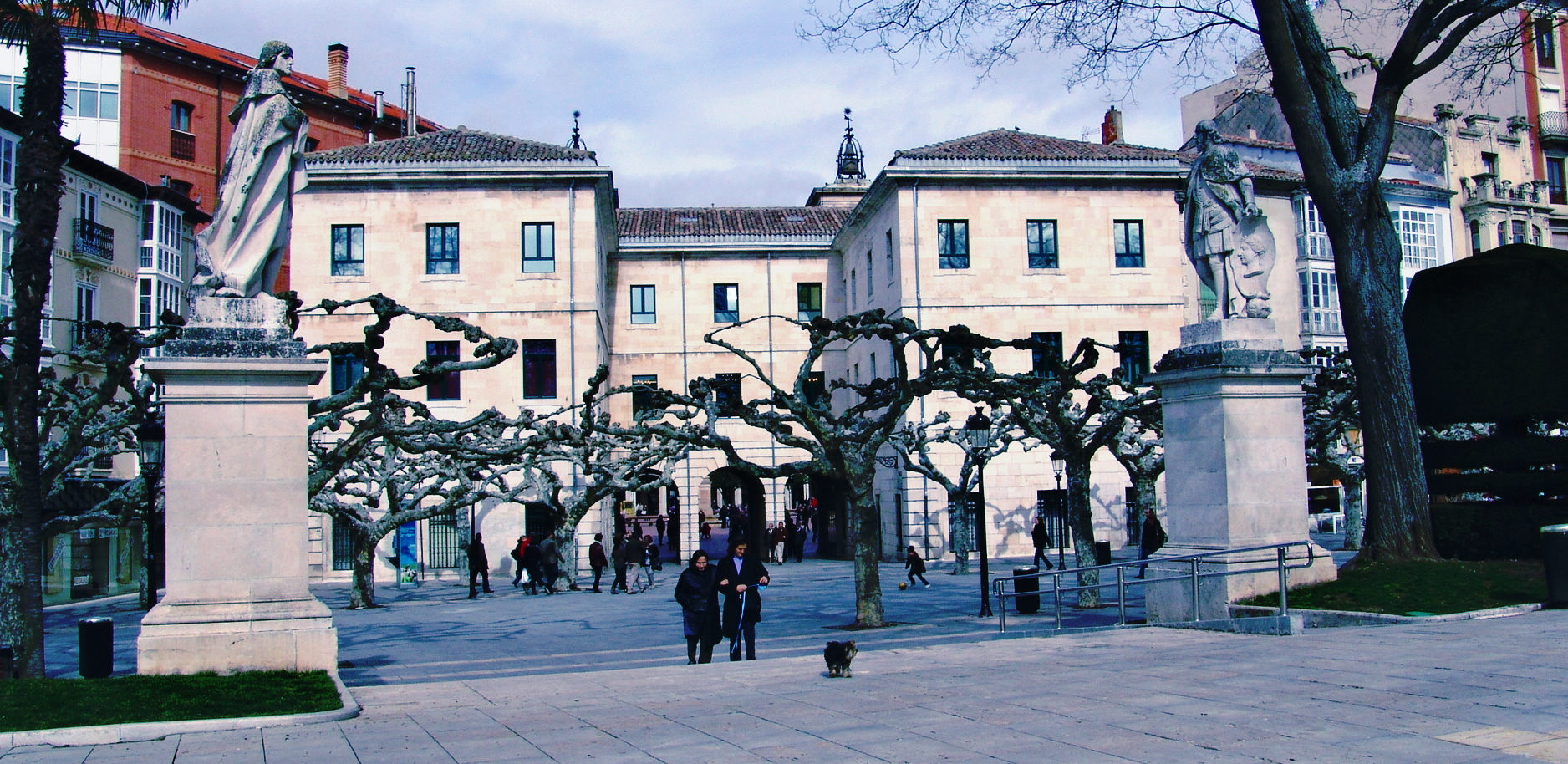
Paseo del Espolón, antigua Puerta de Carretas, hoy ocupada por las Casas Consistoriales.

El 13 de agosto de 1941, por una cuestión de régimen interno, dimite el alcalde de la ciudad, camarada Florentino Martínez Mata.
El 22 de octubre el Ministerio de la Gobernación aprueba la renovación de la Comisión gestora formada por las siguientes personas:
- Alcalde: Aurelio Gómez Escolar, oficial letrado de la  Diputación de Burgos  y teniente provisional de Infantería, durante la Guerra Civil.
- Miembros de la Comisión Permanente: Lucas Rodríguez Escudero, Florentino Díaz Reig, José Moliner Martínez y Juan Antonio López Arroyo.
- Concejales del Pleno:  Honorato Martín-Cobos Lagüera, Epifanio Cuadra, Francisco López-Gil Carreño, Teodoro García Cuñado, Luis Pérez Miñón, Isidoro Bedoya, Antonio Gil Fournier,  Pedro Revilla,  Jorge Mijangos y Rafael Ortega Mur.[5]

#### Las elecciones de noviembre de 1951
En las elecciones de 27 de noviembre de 1951 resultaron elegidos los siguientes concejales:
| - Tercio familiar - Fernando Dancausa, 9.370 votos - Manuel López Gómez, 3.394 votos - Teodoro Fernández, 4.885 votos | - Tercio sindical - Patrocinio Arroyo - Arturo Seligrat - Nicolás Amigo | - Tercio de entidades - Alejandro Martín Cortezón - Gonzalo Andrés Criado - Gerardo de Mateo Merino |  |

#### Las elecciones de noviembre de 1957
En las elecciones celebradas el domingo 24 de noviembre de 1957, resultaron elegidos los siguientes concejales:
| - Tercio familiar - Antonio María Giménez Rico, 7.229 votos - Carlos Plaza Barrios, (reelegido), 7.214 votos - Luis Dueñas Gavilán, 6.883 votos | - Tercio sindical - Vicente Pérez Ortega, 21 votos - Gaspar Gamarra Alcalde, 13 votos - Ignacio Cabello Echave, 12 votos | - Tercio de entidades |  |

#### Las elecciones de noviembre de 1960
En las elecciones de 27 de noviembre de 1960 resultaron elegidos los siguientes concejales:
| - Tercio familiar - Luis Alberdi - Leoncio Hernando - José-Vicente García Antón - Antonio Bienzobas | - Tercio sindical - Vicente Redondo - Patricio Arroyo - Teófilo Iturriaga | - Tercio de entidades - Blas Fernández - Salvador Martín Zabalza - José Villaverde |  |

#### Las elecciones de abril de 1966
En las elecciones de 13 de noviembre de 1966 resultaron elegidos los siguientes concejales:
| - Tercio familiar - José Muñoz Ávila - Avelino García González - Francisco Javier Olmedo González | - Tercio sindical - Matías Pérez Manzanedo - Joaquín Ocio Cristóbal - José Peñacoba Arroyo | - Tercio de entidades - María Eugenia Yagüe y Martínez del Campo - Juan Manuel Reol Tejada - Vicente Sebastián García |  |

#### Las elecciones de noviembre de 1970
En las elecciones de noviembre de 1970 resultaron elegidos los siguientes concejales:
| - Tercio familiar - Antonio García Martín - José Matesanz - Fernando Pacheco Pérez | - Tercio sindical - Teódulo Espino de Cal - José Luis Azcona - Miguel Revenga | - Tercio de entidades |  |

### Democracia (1975- actualidad)

#### Las elecciones de 3 de abril de 1979
Como resultado de las elecciones del 3 de abril de 1979, se constituirá el nuevo Ayuntamiento, siendo elegido como alcalde José María Peña San Martín.
| Unión de Centro Democrático (UCD)           |                             |                             |                          |
| José María Peña San Martín                  | Francisco Montoya Ramos     | Pablo Gredilla Polera       | José María Codón Herrera |
| Víctor Martínez Llorente                    | Enrique del Diego Simón     | Carmen Santos de Quevedo    | José Luis Calzada Picón  |
| Eusebio Barañano                            | Antonio García Martín       | Miguel Vallecillo Rodríguez |                          |
| Partido Socialista Obrero Español (PSOE)    |                             |                             |                          |
| Aurelio Rubio Marcos                        | Luis Escribano Reinosa      | Antonio García Rodríguez    | Rosa Manzano Gete        |
| Constantio Rubio Bodoque                    | Luis Pascual Juarros        | Alberto Hoyos-Limón         | Pedro Díez Ruiz          |
| Coalición Democrática (CD)                  |                             |                             |                          |
| Enrique Plaza Fernández-Villa               | Lucía Eroles Campomar       | Manuel Muñoz Guillén        |                          |
| Partido Comunista de España (PCE)           |                             |                             |                          |
| Fernando García Romero                      | Leandro Alzaga Marijuán     |                             |                          |
| Candidatura Independiente Democrática (CID) |                             |                             |                          |
| César Rico Pardo                            | José María Quintano Vadillo |                             |                          |

## Pleno

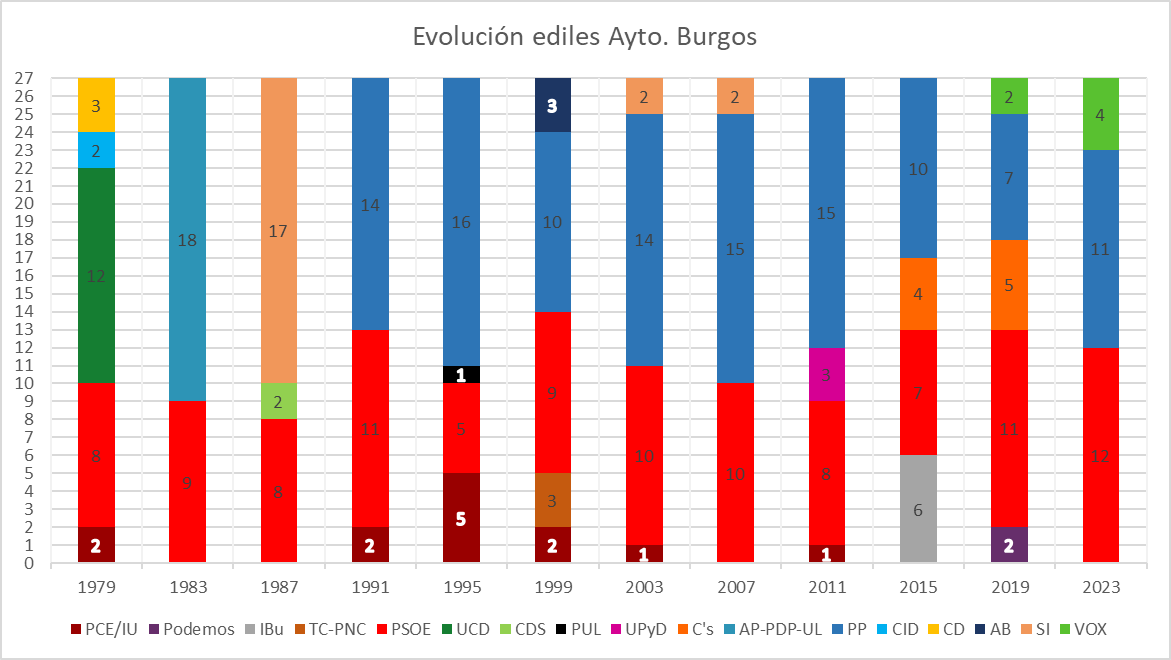
Evolución de los ediles en el Ayuntamiento de Burgos

| Partido político    | Partido político                                                                      | 1979   | 1983   | 1987   | 1991   | 1995   | 1999   | 2003   | 2007   | 2011   | 2015   | 2019   | 2023   |
| Partido político    | Partido político                                                                      | Ediles | Ediles | Ediles | Ediles | Ediles | Ediles | Ediles | Ediles | Ediles | Ediles | Ediles | Ediles |
|                     | Centro Democrático y Social (CDS)-Unión de Centro Democrático (UCD)                   | 12     | 0      | 2      | 0      | —      | —      | 0      | —      | —      | —      | —      | —      |
|                     | Partido Popular (PP)-Alianza Popular (AP)                                             | 3      | 18     | —      | 14     | 16     | 10     | 14     | 15     | 15     | 10     | 7      | 11     |
|                     | Solución Independiente (SI)                                                           | —      | —      | 17     | —      | —      | —      | 2      | 2      | —      | —      | —      | —      |
|                     | Partido Socialista Obrero Español (PSOE)                                              | 8      | 9      | 8      | 11     | 5      | 9      | 10     | 10     | 8      | 7      | 11     | 12     |
|                     | Ciudadanos (CS)                                                                       | —      | —      | —      | —      | —      | —      | —      | —      | —      | 4      | 5      | 0      |
|                     | Podemos                                                                               | —      | —      | —      | —      | —      | —      | —      | —      | —      | —      | 2      | 0      |
|                     | Vox                                                                                   | —      | —      | —      | —      | —      | —      | —      | —      | —      | 0      | 2      | 4      |
|                     | Unión Progreso y Democracia (UPyD)                                                    | —      | —      | —      | —      | —      | —      | —      | —      | 3      | 0      | —      | —      |
|                     | Izquierda Unida (IU)-Los Verdes (LV)-Partido Comunista de España (PCE)-Imagina Burgos | 2      | 0      | 0      | 2      | 5      | 2      | 1      | 0      | 1      | 6      | 0      | Pod.   |
|                     | Acción Popular Burgalesa Independiente (APBI)                                         | —      | —      | —      | —      | —      | 3      | —      | —      | —      | —      | —      | —      |
|                     | Tierra Comunera (TC)                                                                  | —      | —      | —      | 0      | 0      | 3      | 0      | 0      | —      | —      | —      | —      |
|                     | Progreso Unión y Libertad (PUL)                                                       | —      | —      | —      | —      | 1      | —      | —      | —      | —      | —      | —      | —      |
|                     | Candidatura Independiente Democrática (CID)                                           | 2      | —      | —      | —      | —      | —      | —      | —      | —      | —      | —      | —      |
| Total de concejales | Total de concejales                                                                   | 27     | 27     | 27     | 27     | 27     | 27     | 27     | 27     | 27     | 27     | 27     | 27     |

## Resultados electorales
| Partido político                         | 2023        | 2023        | 2023        | 2019   | 2019  | 2019       | 2015               | 2015               | 2015               | 2011   | 2011  | 2011       | 2007   | 2007  | 2007       |
| Partido político                         | Votos       | %           | Concejales  | Votos  | %     | Concejales | Votos              | %                  | Concejales         | Votos  | %     | Concejales | Votos  | %     | Concejales |
| Partido Socialista Obrero Español (PSOE) | 29 626      | 35,01       | 12          | 33 090 | 36,21 | 11         | 20 371             | 22,72              | 7                  | 22 539 | 25,57 | 8          | 31 802 | 34,21 | 10         |
| Partido Popular (PP)                     | 27 555      | 32,56       | 11          | 23 700 | 25,93 | 7          | 28 187             | 31,44              | 10                 | 40 674 | 46,14 | 14         | 44 383 | 47,74 | 15         |
| Vox                                      | 10 786      | 12,74       | 4           | 6556   | 7,17  | 2          | 2032               | 2,27               | 0                  | —      | —     | —          | —      | —     | —          |
| Podemos-Imagina Burgos                   | 4196        | 4,95        | 0           | 6064   | 6,64  | 2          | 18 579             | 20,72              | 6                  | —      | —     | —          | —      | —     | —          |
| Izquierda Unida-Los Verdes (IU-LV)       | Con Podemos | Con Podemos | Con Podemos | 4275   | 4,68  | 0          | Con Imagina Burgos | Con Imagina Burgos | Con Imagina Burgos | 4550   | 5,16  | 1          | 4292   | 4,62  | 0          |
| Ciudadanos (CS)                          | 1957        | 2,31        | 0           | 15 425 | 16,88 | 5          | 12 490             | 13,93              | 4                  | —      | —     | —          | —      | —     | —          |
| Unión Progreso y Democracia (UPyD)       | —           | —           | —           | 355    | 0,39  | 0          | 2167               | 2,42               | 0                  | 10 424 | 11,82 | 3          | —      | —     | —          |
| Solución Independiente (SI)              | —           | —           | —           | —      | —     | —          | —                  | —                  | —                  | —      | —     | —          | 6009   | 6,46  | 2          |

## Evolución de la deuda viva municipal
El concepto de deuda viva contempla sólo las deudas con cajas y bancos relativas a créditos financieros, valores de renta fija y préstamos o créditos transferidos a terceros, excluyéndose, por tanto, la deuda comercial.
| Gráfica de evolución de la deuda viva del Ayuntamiento entre 2008 y 2023                         |
|                                                                                                  |
| Deuda viva del Ayuntamiento de Burgos, en miles de euros, según datos del Ministerio de Hacienda |